# Mesophadnus femoratus
Mesophadnus femoratus är en stekelart som först beskrevs av Cameron 1903.  Mesophadnus femoratus ingår i släktet Mesophadnus och familjen brokparasitsteklar. Inga underarter finns listade i Catalogue of Life.